# Route nationale 327
Die Route nationale 327, kurz N 327 oder RN 327, war eine französische Nationalstraße, die 1933 zwischen Pontoise und Allonne festgelegt wurde. 1973 erfolgte die Abstufung dieser Strecke. 1978 wurde die Nummer erneut verwendet für die seit 1964 existierende N7H. Bei dieser Straße handelte es sich um ein Seitenast der N7, der in Menton abzweigte und an der Mittelmeerküste zur italienischen Grenze führt, wo sie in die SS1dir, ein Seitenast der SS1 "Via Aureila", überging. 2006 erfolgte die Abstufung zur D6327.